# Аширмухаммедов, Гельдымухаммед
Гельдымухаммед Аширмухаммедов (туркм. Geldimuhammet Aşyrmuhammedow; род. 1957, с. Куруждей, Кара-Калинский район, Ашхабадская область, Туркменская ССР, СССР) — туркменский государственный деятель.

## Биография
Учился в Туркменском государственном университете и окончил его в 1979 году, получив специальность «учитель физики». По окончании университета в 1979 году устроился работать в школу № 2 города Челекен учителем физики.
В 1983 году окончил Минские высшие курсы КГБ СССР, а в 1985 году — Киевские высшие курсы КГБ СССР. Был задействован на оперативной работе Комитета национальной безопасности Туркменской ССР. После распада СССР работал в Службе безопасности Президента Туркменистана.
C 1997 по 2002 год занимал должность командующего Сухопутными войсками вооружённых сил Туркмении. Имел воинское звание генерал-лейтенанта. Обучался в Академии Генерального штаба Китайской Народной Республики и окончил её в 2001 году.
В 2002 году был назначен заместителем Председателя Комитета национальной безопасности Туркменистана.
С 10 сентября 2002 года по 12 августа 2004 года занимал должность первого заместителя министра внутренних дел Туркменистана, после чего с 12 августа 2004 года по 9 декабря 2004 года работал в должностиминистра внутренних дел Туркменистана.
С 9 декабря 2004 года по 08 октября 2007 года занимал должность министра национальной безопасности Туркменистана с которой был уволен по состоянию здоровья.

## Награды и звания
- Орден «Туркменбаши»
- Медаль «За любовь к Отечеству»